# Kent Rominger
Kent Vernon Rominger est un astronaute américain né le 7 août 1956.

## Vols réalisés
- Columbia STS-73, lancée le 20 octobre 1995.
- Columbia STS-80, lancée le 19 novembre 1996.
- Discovery STS-85, lancée le 7 août 1997.
- Discovery STS-96, lancée le 27 mai 1999.
- Endeavour STS-100, lancée le 19 avril 2001.